# Tour 89
Tour 89 è la prima tournée musicale di Mylène Farmer, in supporto del suo secondo album in studio Ainsi soit je....
Nel dicembre 1989 venne pubblicato l'album dal vivo En concert contenente le tracce dal vivo dei brani eseguiti nelle date della tournée.

## Scaletta
1. Ouverture
2. L'horloge
3. Plus grandir
4. Sans logique
5. Maman a tort
6. Déshabillez-moi
7. Puisque
8. Pourvu qu'elles soient douces
9. Allan
10. À quoi je sers...
11. Sans contrefaçon
12. Jardin de Vienne
13. Tristana
14. Ainsi soit je...
15. Libertine
16. Mouvements de lune (part I)
17. Je voudrais tant que tu comprennes
18. Mouvements de lune (part II)

## Date

### Prima parte
| Data           | Città         | Paese   | Sala                       |
| -------------- | ------------- | ------- | -------------------------- |
| 11 maggio 1989 | Saint-Étienne | Francia | Palais des Sports          |
| 18 maggio 1989 | Parigi        | Francia | Palais des Sports de Paris |
| 19 maggio 1989 | Parigi        | Francia | Palais des Sports de Paris |
| 20 maggio 1989 | Parigi        | Francia | Palais des Sports de Paris |
| 21 maggio 1989 | Parigi        | Francia | Palais des Sports de Paris |
| 23 maggio 1989 | Parigi        | Francia | Palais des Sports de Paris |
| 24 maggio 1989 | Parigi        | Francia | Palais des Sports de Paris |
| 25 maggio 1989 | Parigi        | Francia | Palais des Sports de Paris |
| 27 maggio 1989 | Parigi        | Francia | Palais des Sports de Paris |

### Seconda parte
| Data              | Città            | Paese    | Sala                                  |
| ----------------- | ---------------- | -------- | ------------------------------------- |
| 19 settembre 1989 | Grenoble         | Francia  | Summum (Grenoble)                     |
| 23 settembre 1989 | Fréjus           | Francia  | Arènes romaines                       |
| 24 settembre 1989 | Avignone         | Francia  | Parc des Expositions                  |
| 29 settembre 1989 | Montpellier      | Francia  | Domaine de Grammont (Zénith)          |
| 1º ottobre 1989   | Tolosa           | Francia  | Palais des Sports André Brouat        |
| 6 ottobre 1989    | Limoges          | Francia  | Palais des Sports                     |
| 7 ottobre 1989    | Montluçon        | Francia  | Athanor                               |
| 8 ottobre 1989    | Le Mans          | Francia  | La Rotonde                            |
| 10 ottobre 1989   | Lione            | Francia  | Halle Tony Garnier                    |
| 11 ottobre 1989   | Clermont-Ferrand | Francia  | Maison des Sports de Clermont-Ferrand |
| 13 ottobre 1989   | Losanna          | Svizzera | Palais de Beaulieu                    |
| 14 ottobre 1989   | Annecy           | Francia  | Place des Romains di Annecy           |
| 18 ottobre 1989   | Rennes           | Francia  | Sala omnisports                       |
| 20 ottobre 1989   | Bruxelles        | Belgio   | Forest National                       |
| 21 ottobre 1989   | Bruxelles        | Belgio   | Forest National                       |
| 24 ottobre 1989   | Bordeaux         | Francia  | Patinoire de Mériadeck                |
| 25 ottobre 1989   | Angers           | Francia  | Parc des Expositions                  |
| 27 ottobre 1989   | Poitiers         | Francia  | Arènes                                |
| 28 ottobre 1989   | Pau              | Francia  | Foire aux Expositions                 |
| 5 novembre 1989   | Losanna          | Svizzera | Hall des fêtes                        |
| 11 novembre 1989  | Tours            | Francia  | Parc des Expositions de Rochepinard   |
| 15 novembre 1989  | Sanary-sur-Mer   | Francia  | Esplanade de la Mer-Chapiteau         |
| 16 novembre 1989  | Marsiglia        | Francia  | Palais des sports de Marseille        |
| 17 novembre 1989  | Bourg-en-Bresse  | Francia  |                                       |
| 20 novembre 1989  | Caen             | Francia  | Parc des expositions                  |
| 21 novembre 1989  | Reims            | Francia  | Parc des expositions                  |
| 22 novembre 1989  | Besançon         | Francia  | Palais des Sports                     |
| 24 novembre 1989  | Lons-le-Saunier  | Francia  |                                       |
| 25 novembre 1989  | Metz             | Francia  | Parc des Expositions                  |
| 26 novembre 1989  | Liévin           | Francia  | Stade couvert                         |
| 1º dicembre 1989  | Rouen            | Francia  | Parc des Expositions                  |
| 2 dicembre 1989   | Nantes           | Francia  | Parc de la Beaujoire/grand palais     |
| 3 dicembre 1989   | Amiens           | Francia  | Centre d'expositions et de congrès    |
| 5 dicembre 1989   | Mulhouse         | Francia  | Palais des Sports                     |
| 6 dicembre 1989   | Strasburgo       | Francia  | Rhénus Sport (Hall Rhénus)            |
| 7 dicembre 1989   | Parigi           | Francia  | Palais omnisports de Paris-Bercy      |
| 8 dicembre 1989   | Parigi           | Francia  | Palais omnisports de Paris-Bercy      |

## Crediti e personale
- Produzione: Laurent Boutonnat and Thierry Suc
- Edizioni: Bertrand Le Page
- Concezione spettacolo: Laurent Boutonnat e Mylène Farmer
- Set designer: Hubert Monloup
- Costumi disegnati da: Jean-Paul Gaultier
- Make-up: Pascal Thiollier
- Coiffeur: Rosa Perez Casais
- Design luci: Jacques Rouveyrollis
- Suono: Thierry Rogen
- Direttore di produzione: Thierry Teodori

- Direzione artistica: Laurent Boutonnat
- Musicisti: Bruno Fontaine (tastiere), Slim Pezin (chiatarra), Jean-Philippe Audin (violoncello), Philippe Drai (percussioni), Patrick Bourgoin (flauto e sassofono), Christian Padovan (chitarra basso) Yves Sanna (batteria)
- Coriste: Carole Fredericks, Beckie Bell
- Coreografie: Mylène Farmer e Sophie Tellier
- Ballerini: Sophie Tellier, Christophe Danchaud, Marianne Filali, Pascal Montrouge, Edwige Chandelier, Bruno Balto, Georges Barrier, Alicia De La Fuente
- Sponsors: NRJ, Coca-Cola
- Foto: Marianne Rosenstielh / Sygma